# Brad McGann
Brad McGann, MNZM (* 22. Februar 1964 in Auckland; † 2. Mai 2007 ebenda) war ein neuseeländischer Regisseur.

## Leben
McGann studierte an der University of Otago und am Victorian College of the Arts in Melbourne. Nach der Inszenierung einiger Produktionen für das australische Fernsehen wurde Brad McGann 2004 mit Als das Meer verschwand (In My Father’s Den) international bekannt.
Der Film gewann den FIPRESCI-Preis beim Toronto International Film Festival 2004 sowie den Mercedes Benz Youth Jury Prize beim 52. Festival Internacional de Cine de San Sebastián in Spanien im selben Jahr, dazu neun New Zealand Screen Awards, darunter in den Kategorien Beste Regie und Bester Film. 2005 erhielt der Film den Jury-Preis beim Seattle International Film Festival.
In Deutschland kam Als das Meer verschwand Ende November 2006 in die Kinos.
Brad McGann, der als einer der talentiertesten Nachwuchsregisseure Neuseelands galt, starb im Alter von 43 Jahren an Darmkrebs.

## Filmografie (Auswahl)
als Regisseur
- 2004: Als das Meer verschwand (In My Father’s Den)

als Drehbuchautor
- 2004: Als das Meer verschwand (In My Father’s Den)